# Бумбокс. 10 років
«Бумбокс. 10 років» — ювілейний тур з нагоди 10-ї річниці від створення гурту Бумбокс. Тур почався 31 травня 2014 р. в Києві  і продовжився восени Тур складається з двох частин: української і європейської.

## Дати туру
| Номер                | Дата              | Місто           | Країна  | Майданчик              |        |        |
| Етап 1               | Етап 1            | Етап 1          | Етап 1  | Етап 1                 | Етап 1 | Етап 1 |
| -------------------- | ----------------- | --------------- | ------- | ---------------------- | ------ | ------ |
| 1                    | 31 травня 2014    | Київ            | Україна | StereoPlaza            |        |        |
| 2                    | 25 жовтня 2014    | Львів           | Україна | Палац спорту «Україна» |        |        |
| Етап 2               |                   |                 |         |                        |        |        |
| 3                    | 4 листопада 2014  | Варшава         | Польща  | «Basen»                |        |        |
| 4                    | 5 листопада 2014  | Краків          | Польща  | «Studio»               |        |        |
| 5                    | 8 листопада 2014  | Відень          | Австрія | «Chaya Fuera»          |        |        |
| 6                    | 9 листопада 2014  | Прага           | Чехія   | «Retro Music Hall»     |        |        |
| 7                    | 11 листопада 2014 | Антверпен       | Бельгія | «Zappa»                |        |        |
| 8                    | 12 листопада 2014 | Париж           | Франція | «Vip Room»             |        |        |
| 9                    | 15 листопада 2014 | Рига            | Латвія  | «Godvil»               |        |        |
| Етап 1 (продовження) |                   |                 |         |                        |        |        |
| 10                   | 4 грудня 2014     | Дніпропетровськ | Україна | «Тайм-Аут»             |        |        |
| 11                   | 13 лютого2015     | Одеса           | Україна | Палац спорту           |        |        |
| 12                   | 21 лютого 2015    | Київ            | Україна | Палац спорту           |        |        |
| 13                   | ? 2015            | Харків          | Україна |                        |        |        |